# Giuseppe Vasi

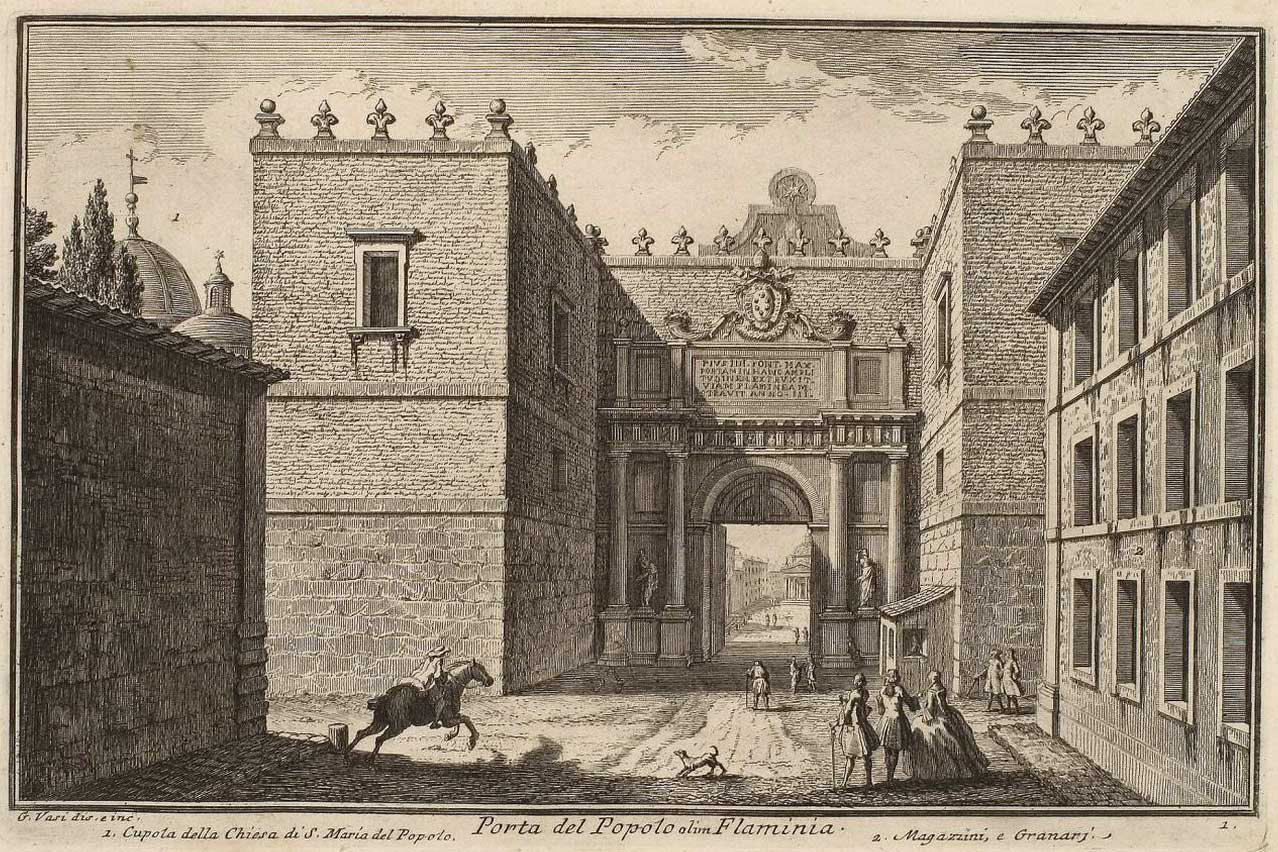
Giuseppe Vasi: Porta del Popolo
I - Le Porte e le Mura di Roma del 1747.

Giuseppe Vasi (Corleone, 27 agosto 1710 – Roma, 16 aprile 1782) è stato un incisore, architetto e vedutista italiano.

## Biografia

### Formazione e prima parte della carriera
Vasi fu uno dei più importanti incisori di veduta nella Roma del diciottesimo secolo. La sua fama ha sofferto molto del confronto con Giovanni Battista Piranesi: più giovane di circa dieci anni, Piranesi in realtà apprese proprio da Vasi, nei primi anni quaranta, alcuni segreti della tecnica incisoria. Vasi fu nominato conte palatino e cavaliere dell'Ordine dello Speron d'Oro. Inoltre fu membro della prestigiosa Accademia di San Luca e dell'Accademia dell'Arcadia di Roma.
Vasi giunse a Roma nel 1736, proveniente dalla Sicilia. Dopo un triennio di apprendistato entrò a far parte della cerchia di papa Clemente XII (al secolo Lorenzo Corsini) e del suo fido bibliotecario, Giovanni Gaetano Bottari. Questi contatti gli garantirono un posto importante all'interno della Calcografia Camerale, per la quale Vasi iniziò a realizzare vedute di importanti monumenti di Roma moderna, come la facciata di San Giovanni in Laterano, la Fontana di Trevi o la Scalinata di Trinità dei Monti.

### La parte centrale della carriera e leMagnificenze di Roma antica e moderna
Negli anni quaranta ebbe inizio la produzione autonoma di Vasi. Il primo passo fu una serie dal titolo Vedute di Roma sul Tevere: la serie, variamente datata, venne probabilmente realizzata nel 1743. Negli anni successivi Vasi si dedicò alla sua principale impresa, Le Magnificenze di Roma antica e Moderna, dieci volumi usciti fra il 1747 e il 1761, ciascuno munito di 20 incisioni. 100 delle matrici originali sono state recuperate sul mercato antiquario e si trovano oggi presso l'Istituto Nazionale per la Grafica a Roma. Ciascun libro delle Magnificenze verte su un tema preciso:
- Libro I - Le Porte e le Mura di Roma - 1747

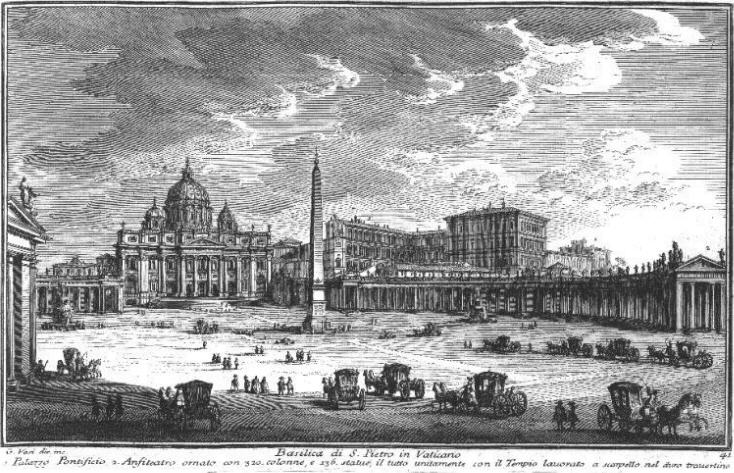
Giuseppe Vasi: San Pietro Incisione dal libro IV - Le Basiliche e Chiese antiche 1753.

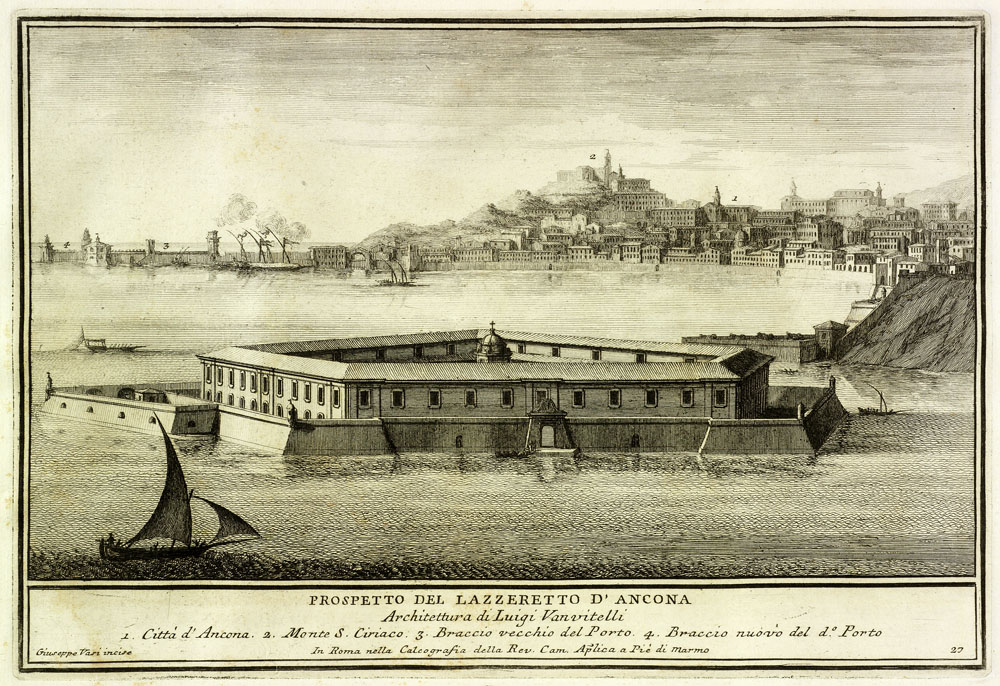
Giuseppe Vasi: Prospetto del Lazzeretto d'Ancona

- Libro II - Le Piazze principali con obelischi, colonne ed altri ornamenti - 1752
- Libro III - Le Basiliche e Chiese antiche - 1753
- Libro IV - I Palazzi e le vie più celebri - 1754
- Libro V - I Ponti e gli edifici sul Tevere - 1754
- Libro VI - Le Chiese parrocchiali - 1756
- Libro VII - I Conventi e case dei chierici regolari - 1756
- Libro VIII - I Monasterj e conservatori di donne - 1758
- Libro IX - I Collegi, Spedali e luoghi pii - 1759
- Libro X - Le Ville e giardini più rimarchevoli - 1761

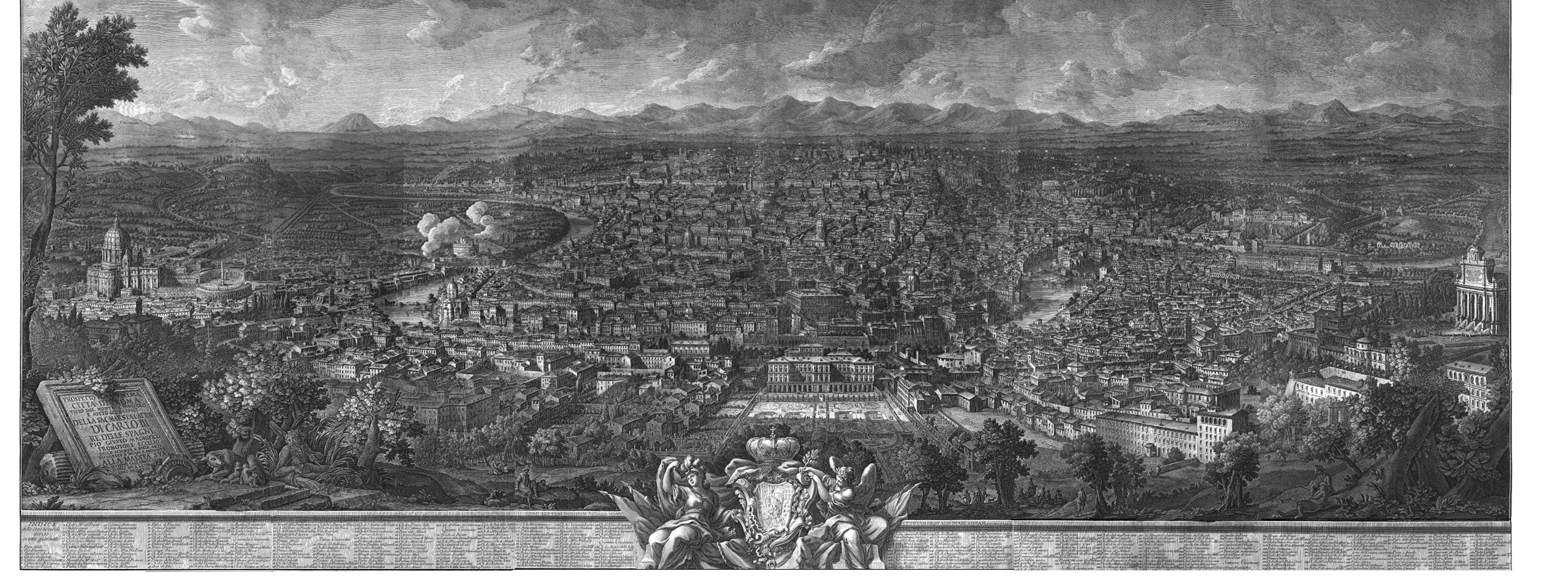
Prospetto dell'alma città di Roma

Il programma iniziale, reso noto già negli anni Quaranta, prevedeva che le Magnificenze venissero corredate e collegate da una guida turistica e da una pianta. La critica ha messo in rilievo l'influenza nella concezione di alcuni importanti figure di dotti e letterati con cui Vasi era in contatto, come per esempio lo stesso Giovanni Gaetano Bottari e Giuseppe Bianchini. Vasi, terminate le Magnificenze pubblicò dunque L'Itinerario Istruttivo, una guida suddivisa in otto giornate, destinata a un grande successo, fino alla metà del XIX secolo. Nel 1765 pubblicò il Gran Prospetto dell'alma città di Roma, uno straordinaria pianta, o ancor meglio, una veduta a volo d'uccello dell'intera città di Roma. La pianta, realizzata in dodici lastre, misura 1025 x 2615 mm ed è la più grande mai dedicata alla città. A sua volta, Il Gran Prospetto venne affiancato da quattro vedute correlate, dedicate alle altrettante basiliche patriarcali, ovvero San Pietro in Vaticano, San Giovanni in Laterano, Santa Maria Maggiore e San Paolo fuori le Mura.

### La parte finale della carriera
Nella parte finale della carriera Vasi iniziò a subire sempre più forte la concorrenza di Piranesi. Egli continuò comunque a mantenere attiva la sua impresa calcografica, con l'aiuto del figlio Mariano Vasi: i torchi si trovavano nell'appartamento di Vasi, al piano terreno di Palazzo Farnese, dove egli svolgeva il ruolo di guardaroba dell'Ambasciatore a Roma del Regno delle Due Sicilie. Stretto dalle necessità finanziarie, Vasi affiancò all'attività di artista e di incisore quella di mercante d'arte, come attesta fra l'altro l'inventario dei beni, stilato nel 1782, pochi giorni dopo la morte.

### Onorificenze
- Fu creato Conte palatino da Papa Clemente XIII;
- Membro eletto dell'Accademia dell'Arcadia;
- Membro eletto dell'Accademia di San Luca;
- Cavaliere dello Speron d'Oro ;
- Fu nominato Regio Guardarobiere da Carlo III di Spagna con appartamento a Palazzo Farnese in Roma;
- Il Comune di Roma gli ha intitolato una via del Quartiere Nomentano;
- Il Comune di Misilmeri (PA) gli ha intitolato una strada;
- Il Comune di Corleone (PA) gli ha intitolato una scuola.